# تانيا هاريسون
تانيا هاريسون (بالإنجليزية: Tanya Harrison)‏ (28 يونيو 1983 بأستراليا - ) هي لاعبة كرة قدم أسترالية في مركز الوسط. لعبت مع Adelaide United FC (women) ‏.